# Horacio Franco
Horacio Daniel Franco Meza (Ciudad de México, 11 de octubre de 1963), conocido como Horacio Franco, es un músico, profesor y director de orquesta mexicano, destacado en la interpretación de la flauta de pico.
Franco ofrece un promedio de 150 conciertos al año, en el que integra música clásica, popular y tradicional. Atiende por igual presentaciones en salas de concierto connotadas como en escuelas o plazas públicas. Es además activista por los derechos de las comunidades LGBT.

## Biografía
En 1974 vio a una compañera de escuela de la Secundaria número 35 "Vicente Guerrero" tocar una pieza breve de Mozart en el piano. La familia del músico no contaba con recursos para comprarle uno, por lo que decidió estudiar e interpretar flauta y violín, instrumento que eligió para estudiar, antes de cumplir la mayoría de edad en su país,  en el Conservatorio Nacional de Música de México.
La carrera de flautista de pico no existía en ese centro de estudios. Tras pedir una audición al entonces director de la Orquesta de Cámara del conservatorio, Icilio Bredo, escucharle tocar una pieza de Vivaldi, este le permitió ser solista con ese ensamble. A los 13 años, el 12 de abril de 1978, interpretó el Concierto en la menor de para flauta de pico y oboe, de Antonio Vivaldi, acompañado por la mencionada orquesta. Le fue permitido fundar la carrera de flauta de pico en el Conservatorio Nacional de Música.
Prosiguió sus estudios en el Conservatorio de Ámsterdam, con Marijke Miessen y Walter van Hauwe, en donde obtuvo el grado de solista cum laude.[cita requerida]
Entre 1986 y 1994, formó con Luisa Durón y Bozena Slawinska el Trío Hotteterre; entre 1993 y 1998 fue fundador, director e intérprete de la Capella Cervantina, que se convertiría en la Capella Barroca de México, un ensamble dedicado a la interpretación e investigación de la música barroca con instrumentos e intérpretes especializados en ese periodo musical. Fundaría también en esos años la Orquesta Barroca Capella Puebla.[cita requerida]
Diversos autores han escrito música para que Franco la interprete como Graciela Agudelo, Lucía Álvarez, Karl Bellinghausen, Sergio Berlioz, Sebastián Castagna, Sergio Cárdenas, Daniel Catán, Jorge Córdoba, Luis Jaime Cortés, Galo Durán, Felipe de Jesús Sánchez, Juan Fernando Durán, Itziar Fadrique, Víctor García Pichardo, Teófilo Gözman, María Granillo, Rosa Guraieb, Manuel Alejandro Gutiérrez, Déborah Hadaza, Rafael Hubberman, Hector Infanzón, Martha Lambertini, Ana Lara, Mario Lavista, Paul León, Fernando Lomelí, Armando Luna, Juan Marcial Martínez, Antonio Navarro, Gabriela Ortiz, Emmanuel Ontiveros, Hilda Paredes, Jerónimo Rajchenberg, Rodolfo Ramírez, Ricardo Risco, Marcela Rodríguez, Pablo Rubio, Rafael Romo Tavizón, Carlos Sánchez, Israel Sánchez, Alejandro Silva, Eduardo Soto Millán, Salvador Torre, Armando Torres, Eugenio Toussaint, Michael Wolpe y Ricardo Zohn.
Como director de orquesta ha sido invitado a conducir las siguientes agrupaciones musicales: Cappella Cervantina (1993-1998), Camerata de la Filarmónica de Querétaro (1995), Orquesta de Cámara de Morelos (1995), Solistas Ensamble del INBA (1996), Academy of St Martín in the Fields (1997), Georgian Chamber Orchestra, (1997), Camerata Aguascalientes (1998 a 2001), Orquesta de Cámara de la Universidad del Estado de México (1999), Orquesta de Cámara de Bellas Artes (2002), Orquesta Barroca Capella Puebla (2004-2005), Camerata de Coahuila (2004-2008), Cappella Cervantina (2007), Coro de Madrigalistas de Bellas Artes (2008 y 2010-2011), Orquesta Filarmónica del Estado de Querétaro (2008) y la Orquesta Filarmónica de la Ciudad de México (2008 y 2009).
Horacio ha participado dos veces en los programas culturales de los pabellones de México en las Exposiciones Mundiales, primero en Aichi 2005 y luego en Dubái 2020.

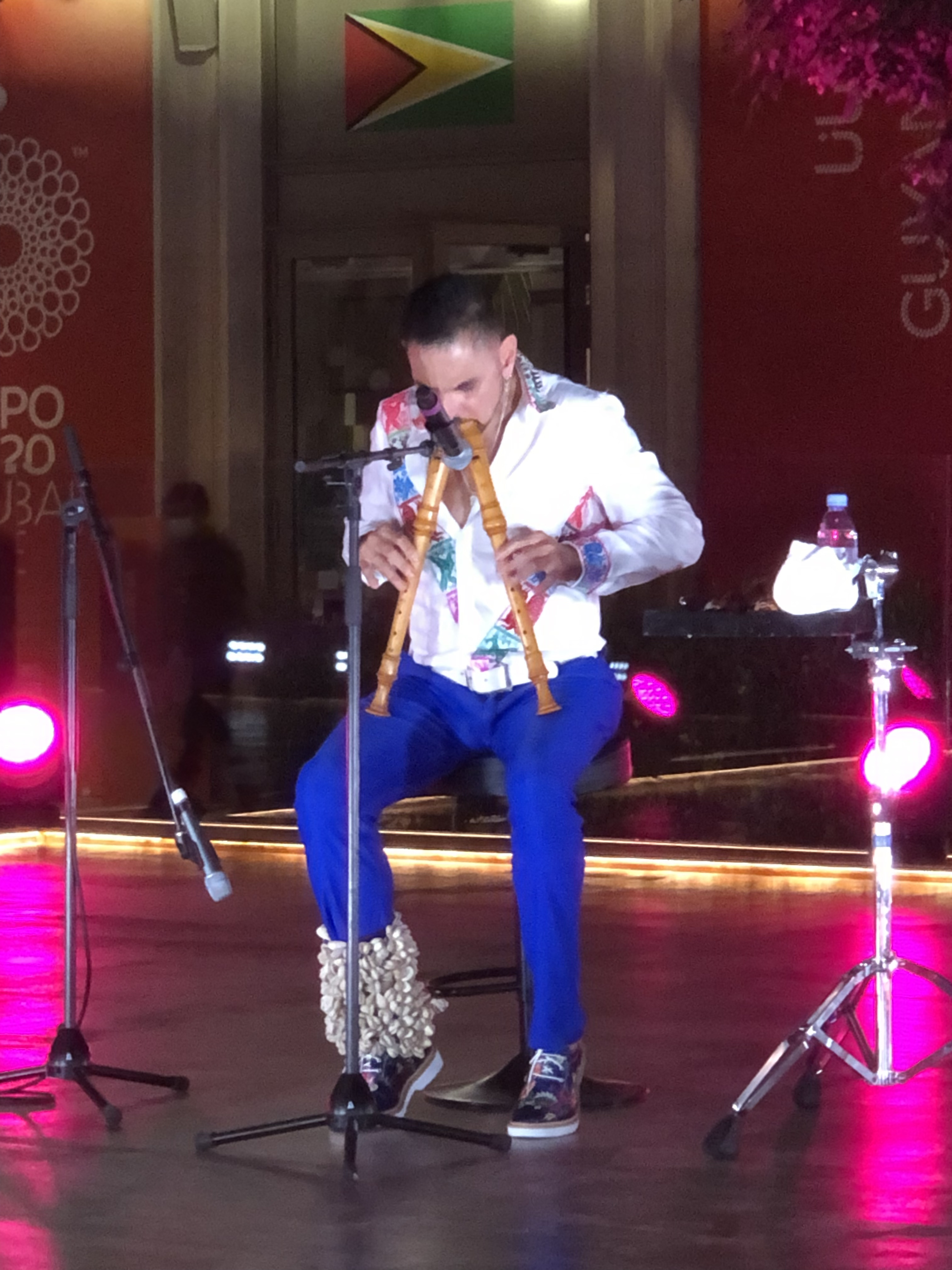
Horacio Franco tocando en el Sun Stage de la Expo 2020 Dubái

## Grabaciones
- Trío Hotteterre, 1987, Discos Luzam
- Solistas de México director Eduardo Mata, 1988
- Música Mexicana para flauta de pico, 1991, Cenidim-Quindecim recordings
- Las Folias, Trío Hotteterre, 1992, Discos Peerless
- Cappella Cervantina, Horacio Franco director, 1994, Quindecim Recordings
- Vivaldi Concerti per Flauto, Horacio Franco y Capella Cervantina, 1994, Quindecim Recordings
- Música Contemporánea de Cámara vol. 6, Jorge Córdoba, 1994, Estudio Bartok
- Concerto for Recorder and Orchestra, Kibbutzim Chamber Orchesta. Mordechai Rechtmann, director. Michael Wolpe, compositor. Grabado en vivo, 1995, producción del compositor
- Música Sinfónica Mexicana, concierto para flautas de pico y orquesta de Marcela Rodríguez, OFUNAM, director Ronald Zollman, 1995, Urtext Digital Classics
- Il Gardellino, Horacio Franco y la Camerata Aguascalientes, 1996, Quindecim Recordings,
- Música Barroca Mexicana, Cappella Cervantina Horacio Franco director, 1996, Quindecim Recordings
- The Art of Horacio Franco, Horacio Franco & the Georgian Chamber Orchestra dirigida por Horacio Franco, 1997, Guild Recordings
- Carlos Monsiváis y Horacio Franco, 1997, Voz viva de México UNAM
- Música Barroca Mexicana Vol. 2. Cappella Cervantina-Horacio  Franco director, 1998, Discos K 617-Francia distribuido en México por Quindecim Recordings
- Del Medioevo al Danzón Horacio Franco y Víctor Flores, 2002, Quindecim Recordings
- Solo Bach, flauta sola, 2004, Quindecim Recordings
- Sones de Tierra y Nube con la Banda Filarmónica Mixe del CECAM de Santa María Tlahuitoltepec, 2005, Discos Xquenda
- Capella Puebla, director y solista Horacio Franco, 2005, Quindecim recordings
- De Bach_ los Beatles y otros más, Horacio Franco y Víctor Flores, 2005, Quindecim Recordings
- Primero Bach: las 6 Triosonatas BWV 525-530. Horacio Franco y Fabián Espinosa. 2008 Quindecim Recordings
- Extreme life, grabación en vivo (diciembre de 2008) de conciertos de G.P. Telemann, Antonio Vivaldi y Johann Sebastian Bach. Horacio Franco, director y solista de Cappella Cervantina, 2009 Quindecim Recordings
- Mestizajes Novohispanos. Horacio Franco, con Asaf Kolerstein, chelo, y Santiago Álvarez, clavecín. Obras de Arcangelo Corelli, Johann Sebastian Bach, Louis Antoine Dornell, Francois Couperin, P. Bellinzani, entre otros. 2010, Quindecim Recordings
- Lienzos de Viento: colaboración de Horacio Franco con Luis Hernández, Ubaldino Villatoro y Cirilo Meza. 2011, Puertarbor Producciones. Acreedor del premio “Raúl Guerrero”, a la investigación y difusión del patrimonio musical del INAH, 2012.[8]

## Reconocimientos
- 1982 - Premio de la Enciclopedia Británica, México
- 1989 - FONCA, México
- 1993 - Premio de la Unión Nacional de Críticos de Teatro y Música, México
- 1995 - Premio de la Unión Nacional de Críticos de Teatro y Música, México
- 1995 - Medalla Mozart, Austria-México
- 1996 - Mejor interpretación de una obra contemporánea por el Ministerio de Cultura de Israel, Israel
- 2003 - 2002 Early Music Award
- 2004 - Premio de la Unión Nacional de Críticos de Teatro y Música